# تاکاتوئو یوریتسوگو

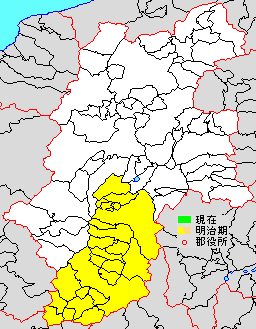
ناحیه اینا

تاکاتوئو یوریتسوگو (به ژاپنی: 高遠 頼継 たかとお よりつぐ); تولد نامشخص – ۴ سپتامبر ۱۵۵۲) سامورایی در دوره سنگوکو اهل ژاپن بود. 
عضوی از ولایت شینانو و ارباب قلعه تاکاتوئو در ناحیه اینا (شهر تاکاتوئو، ناگانو، شهر اینا، ناگانو، استان ناگانو) بود. ملازم خاندان کای تاکدا و عضوی از خاندان شینانو بود. او رئیس خاندان تاکاتوئو، شاخه ای از خاندان سووا، ارباب فئودال ناحیه سووا بود و از نام خانوادگی سووا نیز استفاده می‌کرد. اسامی دیگر شینانو نو کامی و کیی نو کامی بود. پدرش میتسوتسوگو (کامی از شینانو) نام داشت و خود او پسر ارشد بود. همسر اصلی او دختر سووا یوریمیتسو رهبر خاندان سووا بود.